# Comuna Lunca Ilvei, Bistrița-Năsăud
Lunca Ilvei (în maghiară: Ilvatelek) este o comună în județul Bistrița-Năsăud, Transilvania, România, formată numai din satul de reședință cu același nume.

## Demografie
Componența etnică a comunei Lunca Ilvei
     Români (96,16%)
     Alte etnii (0,35%)
     Necunoscută (3,49%)
Componența confesională a comunei Lunca Ilvei
     Ortodocși (87,5%)
     Penticostali (3,62%)
     Baptiști (2,44%)
     Martori ai lui Iehova (1,33%)
     Alte religii (1,05%)
     Necunoscută (4,06%)
Conform recensământului efectuat în 2021, populația comunei Lunca Ilvei se ridică la 3.152 de locuitori, în creștere față de recensământul anterior din 2011, când fuseseră înregistrați 3.086 de locuitori. Majoritatea locuitorilor sunt români (96,16%), iar pentru 3,49% nu se cunoaște apartenența etnică. Din punct de vedere confesional, majoritatea locuitorilor sunt ortodocși (87,5%), cu minorități de penticostali (3,62%), baptiști (2,44%) și martori ai lui Iehova (1,33%), iar pentru 4,06% nu se cunoaște apartenența confesională.

## Politică și administrație
Comuna Lunca Ilvei este administrată de un primar și un consiliu local compus din 13 consilieri. Primarul, Flaviu Lupșan[*], de la Partidul Național Liberal, este în funcție din 1996. Începând cu alegerile locale din 2024, consiliul local are următoarea componență pe partide politice:
|  | Partid                          | Consilieri | Componența Consiliului | Componența Consiliului | Componența Consiliului | Componența Consiliului | Componența Consiliului | Componența Consiliului | Componența Consiliului | Componența Consiliului |
|  | ------------------------------- | ---------- | ---------------------- | ---------------------- | ---------------------- | ---------------------- | ---------------------- | ---------------------- | ---------------------- | ---------------------- |
|  | Partidul Național Liberal       | 8          |                        |                        |                        |                        |                        |                        |                        |                        |
|  | Alianța Dreapta Unită           | 2          |                        |                        |                        |                        |                        |                        |                        |                        |
|  | Partidul Social Democrat        | 2          |                        |                        |                        |                        |                        |                        |                        |                        |
|  | Alianța pentru Unirea Românilor | 1          |                        |                        |                        |                        |                        |                        |                        |                        |

## Atracții turistice
- Valea Ilvei
- Munții Rodnei
- Munții Bârgăului
- Pasul Tihuța
- Rezervația naturală "Crovul de la Larion" (Situl Natura 2000) (3.015 ha)
- Larion (sit de importanță comunitară inclus în rețeaua ecologică europeană Natura 2000 în România).